# Reisgang (Bernbeuren)
Reisgang ist ein Gemeindeteil der Gemeinde Bernbeuren im Landkreis Weilheim-Schongau (Oberbayern, Bayern). 
Der Weiler liegt circa zwei Kilometer nördlich von Bernbeuren und ist über die Kreisstraße WM 2 zu erreichen.

## Geschichte
Der Ort wird erstmals in einer Urkunde aus dem Jahr 1059 als „Rischanc“ erwähnt.

## Baudenkmäler

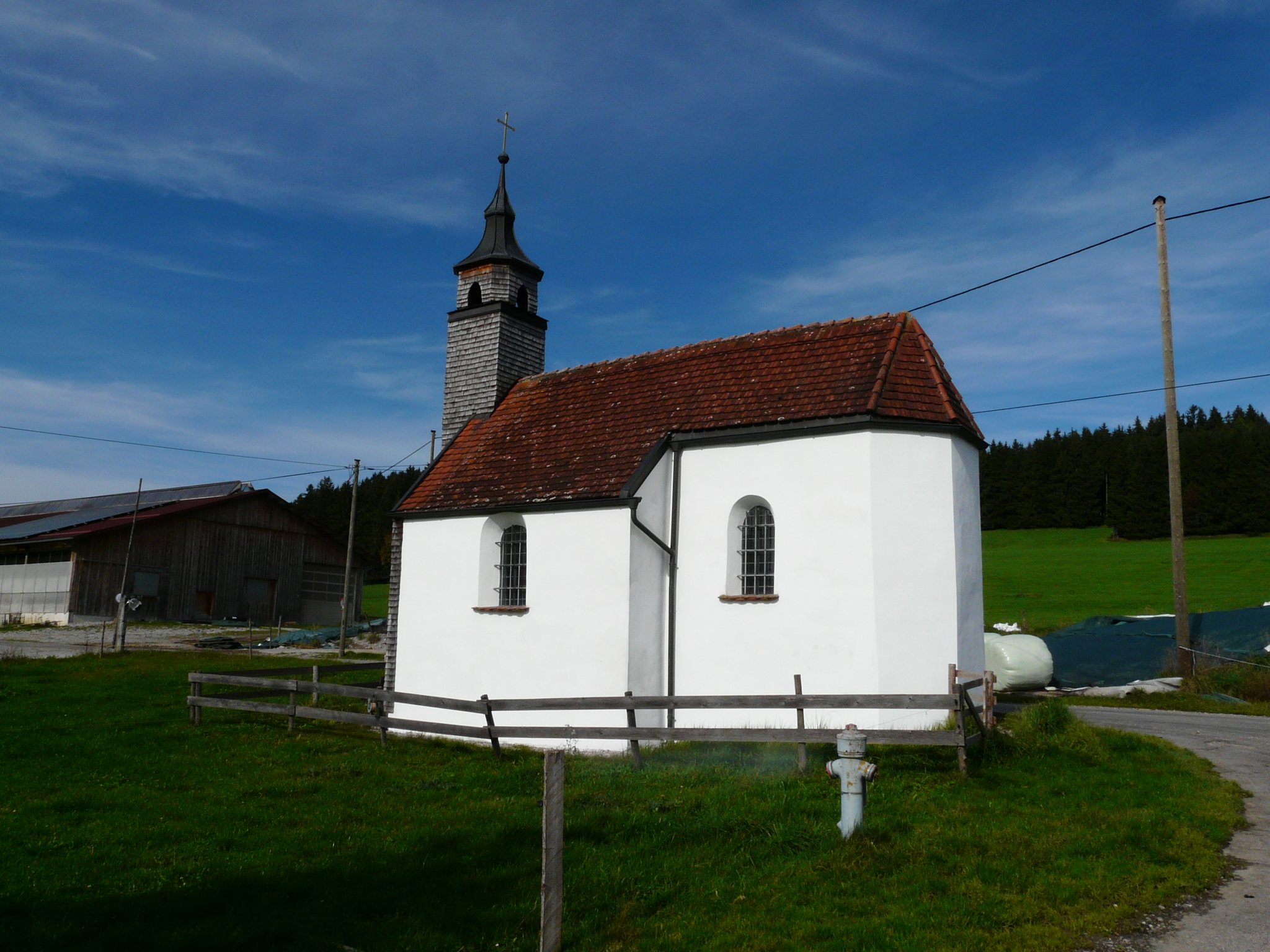
Kapelle Mariä Heimsuchung in Reisgang

Siehe: Liste der Baudenkmäler in Bernbeuren#Andere Ortsteile
- Kapelle Mariä Heimsuchung, erbaut 1659